# Европейска библиотека
Европейската библиотека (на английски: European Library) е интернет услуга, която позволява достъп до ресурси на 49 европейски национални библиотеки и нарастващ брой изследователски библиотеки
Търсенето е безплатно и се предоставят метаданни, както и дигитални теми, от които повечето безплатно. Обектите идват от институции, които се намират в страни, членки на Съвета на Европа и варират от каталози до пълни текстове на книги, списания, вестници, както и аудиозаписи. Съдържа повече от 200 милиона записи, 24 милиона страници, включително и 24 милиона пълнотекстово съдържание и повече от 7 милиона дигитални теми. Темите са представени на тридесет и пет езика.

## История
Европейската библиотека е стартирана от Конференцията на европейски национални библиотеки през 2004 г. Порталът TheEuropeanLibrary.org е пуснат на 17 март 2005 г. Между 2005 и 2007 г. проектът TEL-ME-MOR е помогнал да се включат още 10 национални библиотеки от новите членове на Европейския съюз като пълни партньори на Европейската библиотека. Още от началото на 2008 г. поне 9 национални библиотеки в Европейския съюз и Европейската асоциация за свободна търговия са се присъединили към услугата.
Сайтът се поддържа от Националната библиотека на Нидерландия в Хага.
Предшественик на Европеана.